# ريتشارد أتكينسون أبوت
ريتشارد أتكينسون أبوت (بالإنجليزية: Richard Atkinson Abbot)‏ هو مهندس معماري نيوزيلندي، ولد في 6 يناير 1883 في أوكلاند في نيوزيلندا، وتوفي في 20 مايو 1954.